# Helmsdorf (Eichsfeld)
Helmsdorf é uma vila e antigo município da Alemanha localizado no distrito de Eichsfeld, estado da Turíngia. Pertencia ao verwaltungsgemeinschaft de Dingelstädt.

## Demografia
Evolução da população (em 31 de dezembro):
| - 1994 - 564 - 1995 - 584 - 1996 - 582 - 1997 - 582 | - 1998 - 586 - 1999 - 595 - 2000 - 594 - 2001 - 586 | - 2002 - 583 - 2003 - 576 - 2004 - 568 |

Fonte: Datenquelle - Thüringer Landesamt für Statistik